# Cincinnati (U-Boot)
Die USS Cincinnati (SSN-693) war ein Atom-U-Boot der United States Navy und gehörte der Los-Angeles-Klasse an. Das Boot war benannt nach Cincinnati, Ohio.

## Geschichte
Der Auftrag, SSN-693 zu bauen, erging Anfang 1971 an die Newport News Shipbuilding, im April 1974 wurde das U-Boot auf der Werft des Konzerns in Newport News, Virginia auf Kiel gelegt. Nach einer Bauzeit von fast drei Jahren lief das Boot 1977 von Stapel und wurde Mitte 1978 offiziell von der Navy in Dienst gestellt.
Das Boot diente in der Atlantikflotte. 1979 konnte das Boot einen finnischen Seemann retten, der vom Frachter  Finnbeaver gefallen war. Er schwamm 22 Stunden in den Gewässern vor der Küste von Florida.
Auf einer Einsatzfahrt im November 1980, als die Cincinnati im Mittelmeer fuhr, wurde sie für eine Bordnacht von Admiral Hyman Rickover und dem früheren US-Präsidenten Richard M. Nixon besucht.
1996, nach nur 18 Jahren Dienstzeit, wurde die Cincinnati außer Dienst gestellt. Damit sparte die US Navy sich die Kosten für eine Erneuerung des Reaktorbrennstoffes, die angestanden hätte. Derzeit liegt das U-Boot in der Puget Sound Naval Shipyard, wo es ab 2009 im Ship-Submarine Recycling Program abgebrochen werden soll.